# Äktenskapsfrågan
Äktenskapsfrågan är en dikt av Gustaf Fröding ur diktsamlingen Guitarr och dragharmonika från 1891. Dikten, som ingår i avdelningen "Värmländska låtar", har fyra sexradiga strofer. Paret Erk och Maja drömmer om äktenskap med gris och ko: "Erk du! Maja du! Så ska vi ha't!"; fast dikten avslutas: "Erk du! Maja du! Var ska vi ta't?"

## Sparbanksreklam
Erk och Maja gjordes på 1960-talet till maskotar för Sparfrämjandet och de svenska sparbankerna. De lanserades i oktober 1962 som två sparbössor klädda i folkdräkter med rundad botten och delades ut till alla som gjorde insättningar under Sparbanksveckan. De skapades av art director Kjell Westerlund och tecknare Sven Borgström. Ytterligare sparbössor på samma tema kom under följande år i form av en bil och en "pusselbössa".